# Tongatrog

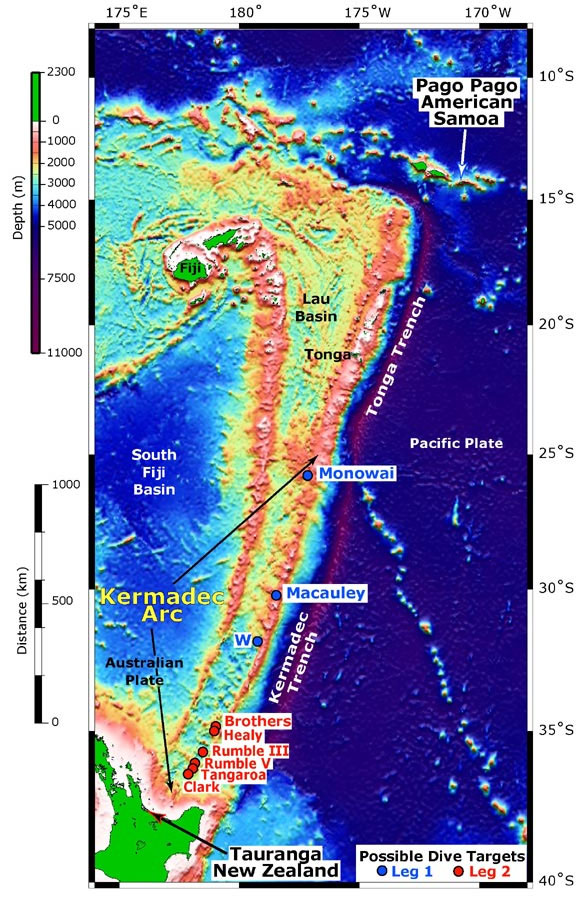

De Tongatrog is een trog in het westen van de Grote Oceaan met een diepte tot 10.882 meter.
De Tongatrog bevindt zich tussen de Samoa-eilanden in het noorden, het Zuidpacifisch bekken in het oosten, de Kermadectrog in het zuiden en de Kermadec-Tonga rug met de Tonga-eilanden in het westen. De Tongatrog strekt zich uit tussen de 13 en 27° zuiderbreedte en de 163 en 175° oosterlengte. 
Onder de Tongatrog schuift de Pacifische plaat onder de Australische plaat.